# The Old Monk's Tale
The Old Monk's Tale er en amerikansk stumfilm fra 1913 af J. Searle Dawley.

## Medvirkende
- Ben F. Wilson
- Laura Sawyer som Ramona
- James Gordon som Allesandro
- Charles Sutton
- Jessie McAllister